# سیارک ۱۲۰۶
سیارک ۱۲۰۶ (به انگلیسی: 1206 Numerowia، نامگذاری:1931UH) هزار و دویست و ششمین سیارک کشف شده‌است که در ۱۸ اکتبر ۱۹۳۱ و در هایدلبرگ کشف شد.
قدر مطلق سیارک برابر ۱۱٫۸۰ است.